# Joseph Thomson (explorateur)
Pour les articles homonymes, voir Joseph Thomson et Thomson.
Joseph Thomson (14 février 1858 -1895) est un géologue et explorateur écossais qui joua un rôle important dans le partage de l'Afrique. Excellent comme explorateur plutôt que comme scientifique, il évitait les conflits entre ses porteurs ou avec les populations indigènes. Sa devise était : « Qui va lentement va sûrement, qui va sûrement va loin ». La gazelle de Thomson a été baptisée d'après son nom.

## Jeunesse
Né à  Penpont dans le Dumfriesshire le 14 février 1854[réf. nécessaire], il devint apprenti au sein de l'entreprise de maçonnerie de son père et développa un vif intérêt pour la géologie et la botanique ce qui le poussa  à faire des études au sein de l'université d'Édimbourg sous la direction de Archibald Geikie et Thomas Henry Huxley.

## Royal Geographical Society
Après avoir obtenu son diplôme en 1878 il fut embauché en tant que géologue et naturaliste au sein d'une expédition montée par la Royal Geographical Society et dirigée par Alexander Keith Johnston. Le but de l'expédition était d'établir un parcours depuis Dar es Salam jusqu'au Lac Nyasa et au Lac Tanganyika. Johnston trouva la mort lors de ce périple et il revint à Thomson d'assurer le commandement de la mission. Il mena avec succès l'expédition durant 14 mois sur plus de 4800 km, récoltant beaucoup de spécimens et faisant diverses observations.
En 1883 il participa à une autre expédition de la Royal Geographical Society dont le but était d'explorer une route menant de la côte de l'Afrique de l'Est jusqu'aux rivages septentrionaux du Lac Victoria. Les commerçants de l'Empire britannique demandaient l'établissement d'un parcours leur permettant d'éviter les territoires des Masaï réputés belliqueux ainsi que la zone contrôlée par les Allemands, adversaires des Britanniques dans la région. L'expédition s'élança quelques mois après celle des rivaux allemands dirigée par Gustav Adolf Fischer. Une fois encore elle fut couronnée de succès démontrant la praticabilité de cette route et permit de faire de nombreuses observations biologiques, géologiques et ethnographiques bien que la tentative de Thomson de gravir le Kilimandjaro en un jour ait échoué. Cependant, durant le voyage du retour, Thomson fut encorné par un buffle d'Afrique et souffrit par la suite de paludisme et de dysenterie.

## Traversée du désert
En 1885, Thomson était employé par la Royal Niger Company pour contrer l'influence allemande au voisinage du fleuve Niger mais il retourna l'année suivante au Royaume-Uni pour enseigner, déçu de ne pas pouvoir participer à des expéditions de grande ampleur sur le continent africain. Il ne se plut pas en Grande-Bretagne et tenta d'identifier de nouvelles opportunités lui permettant de partir en expédition. Une modeste expédition dans les montagnes de l'Atlas au Maroc fut interrompue en raison de conflits avec les porteurs et de difficultés politiques locales. Il passa un mois en 1889 à voyager en Europe centrale en compagnie de l'écrivain J. M. Barrie.

## British South Africa Company
En 1890, Cecil Rhodes embaucha Thomson dans le but d'explorer la zone située au nord du Zambèze, de signer des traités et d'obtenir des concessions minières auprès des chefs tribaux pour le compte de la British South Africa Company qui avait obtenu, grâce à une charte concédée par le gouvernement britannique, le droit de revendiquer le territoire s'étendant du Zambezia (plus tard connu sous le nom de Rhodésie puis de Zimbabwe et Zambie) jusqu'aux grands lacs africains. Bien qu'il ait signé d'importants traités durant son parcours, il fut bloqué dans sa progression par une épidémie de variole l'empêchant de parvenir à son objectif final qui était de rencontrer Alfred Sharpe à la cour de Msiri, roi du Katanga et de l'aider à inclure par un traité cette contrée riche en minéraux au Zambezia. La mission de Thomson était de faire venir des vêtements, de la poudre à fusil et d'autres cadeaux dans le but d'impressionner Msiri. Sans cette aide, Sharpe fut renvoyé de la cour et un an plus tard, l'expédition Stairs, croyant elle-même qu'elle était en compétition avec Thomson dans la course pour atteindre le Katanga tua Msiri et annexa le Katanga au nom de Léopold II de Belgique. Ne sachant rien de l'expédition Stairs à cette époque, Thomson avait reçu l'ordre par le gouvernement britannique de ne pas s'y rendre.

## Mort
La santé de Thomson se détériora : il fut victime d'une cystite, d'une bilharziose et d'une néphrite. En 1892, il contracta une pneumonie et se mit à la recherche du bon climat lui permettant de récupérer. Il se rendit en Angleterre, en France, en Italie et en Afrique du Sud. Il trouva la mort à Londres le 2 août 1895.

### Travaux de Thomson
- To the Central African Lakes and Back (2 vols., 1881)
- Through Masai Land (1885)
- Through Masai Land - A Journey of Exploration Among the Snowclad Volcanic Mountains and Strange Tribes of Eastern Equatorial Africa
- with E. Harris Smith Ulu (2 vols., 1888)
- Travels in the Atlas and Southern Morocco (1889)
- Mungo Park and the Niger (1890)

### Travaux sur Thomson
- Rotberg, R.I. (1971) Joseph Thomson and the exploration of Africa
- Thomson, J.B. (1896) Joseph Thomson: African explorer